# Jeremias Wolff

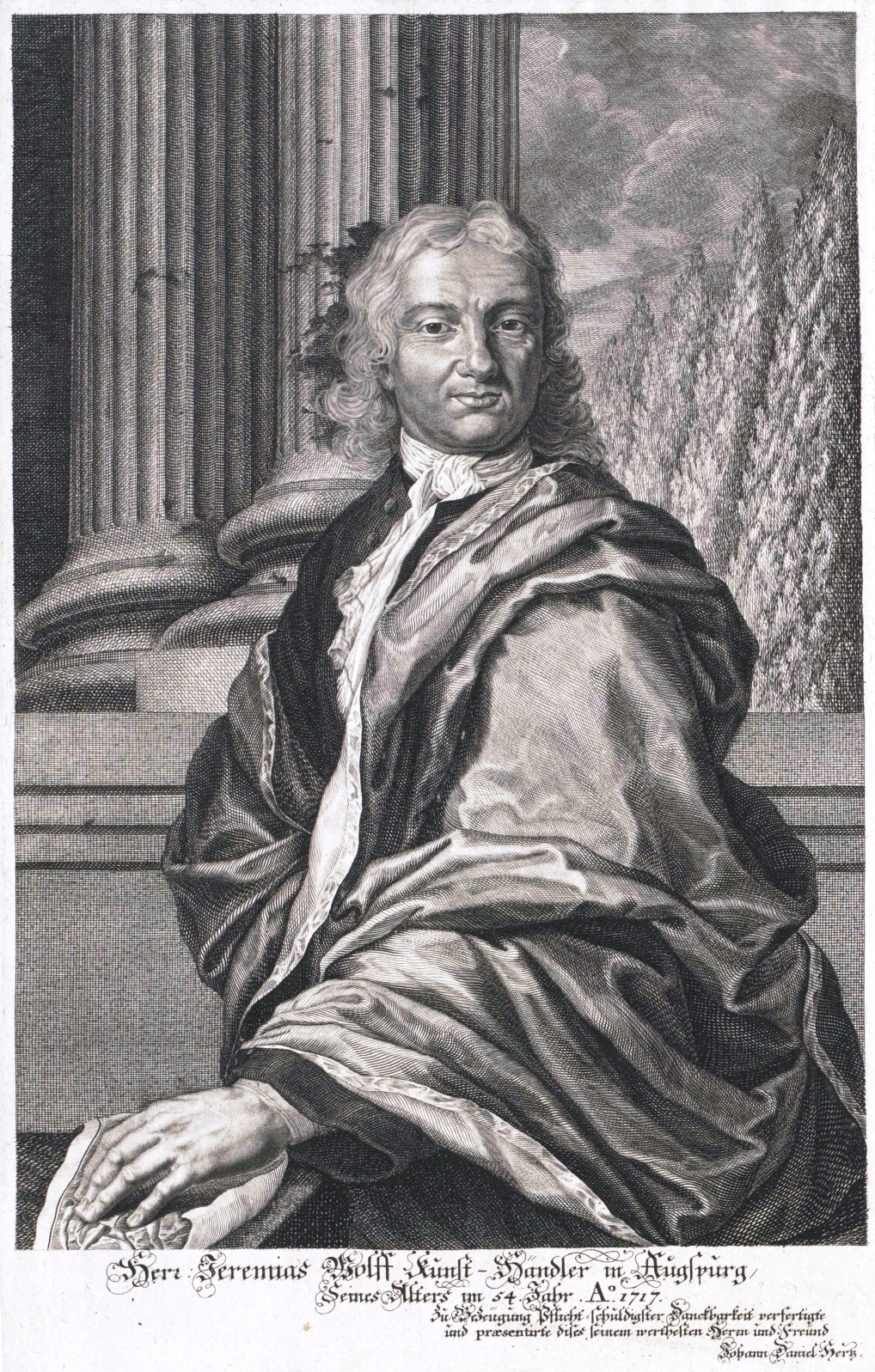
Jeremias Wolff im Alter von 54 Jahren, Stich von Johann Daniel Herz

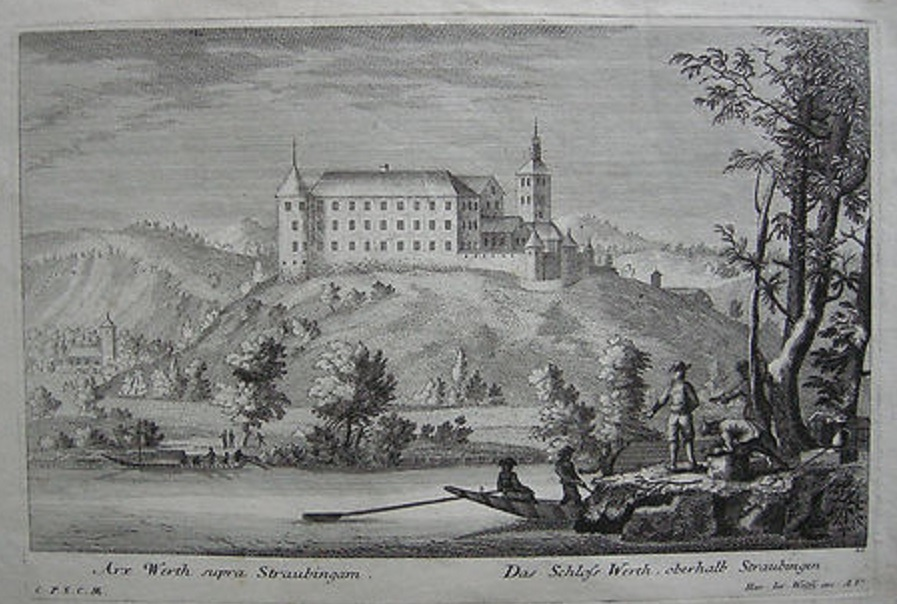
Kupferstich Schloss Wörth an der Donau um 1700 von Jeremias Wolff

Jeremias Wolff (* 1663 in Augsburg; † 1724 ebenda) war ein Augsburger Kupferstecher und Verleger.

## Leben
Aus einer kleinen Kupferstichhandlung baute der gelernte Uhrmacher den größten Kunstverlag der ersten Hälfte des 18. Jahrhunderts auf und vertrieb populäre Kupferstiche. Die meisten Drucke waren illustrierte Thesenblätter, die in ganz Europa verkauft wurden.
Der Verlag beschäftigte die besten Kupferstecher seiner Zeit. Auf den meisten Stichen wurde jedoch nur der Name des Verlegers Wolff verzeichnet. Auf Wolffs Betreiben wurde 1710 in Augsburg die Reichsstädtische Kunstakademie gegründet.
Der Verlag wurde von seinem Schüler und Schwiegersohn Johann Balthasar Probst (1673–1750), Kupferstecher und Verleger, und später von dessen Söhnen unter der Bezeichnung Jeremias Wolff Erben  weitergeführt.

## Werke (Auszug)
Gemeinsam mit dem Nürnberger Kupferstecher Paul Decker gab Wolff eine Kupferstichserie heraus, welche die Kriegstaten des Prinzen Eugen von Savoyen in Italien, Süddeutschland und in den Spanischen Niederlanden während des Spanischen Erbfolgekrieges zeigt. Sie ist im Wiener Heeresgeschichtlichen Museum ausgestellt.